# Colonizadora Sinop
A Colonizadora Sinop S.A. (antiga Sociedade Imobiliária Noroeste do Paraná), da qual se origina a Sinop Terras Ltda., é uma empresa imobiliária brasileira que se notabilizou por atuar na colonização de terras dos estados do  Paraná e Mato Grosso. Atualmente está sediada na cidade de Sinop, em Mato Grosso, cidade cujo nome é alusivo à própria empresa que colonizou a área. Nas décadas de 1960 e 1970 a empresa especializou-se em fazer surgir "do nada, ou de certos nadas que identificava no mapa do Brasil", ambientes propícios à formação de assentamentos humanos.

## História
Fundada em 1958 pelos empresários Ênio Pipino e João Pedro Moreira de Carvalho, se chamou inicialmente Sociedade Imobiliária Noroeste do Paraná, com sede em Presidente Venceslau, SP. Posteriormente conforme alteração da razão social, passou a denominar-se Sinop Terras Ltda., com sede na cidade Maringá, PR, com objetivo de colonização e implantação de cidades. Em cada uma dessas glebas foram criados Núcleos Rurais, com os respectivos cinturões verdes, denominados de “chácaras”, com lotes cortados, demarcados e com estradas vicinais, transitáveis o ano todo. Adquiriram as áreas de terras necessárias e deram início aos seus trabalhos de colonização:
- Gleba Sinop: onde fundaram a cidade de Terra Rica (PR), sede de Município e Comarca, distrito de Adhemar de Barros;
- Gleba Atlântica: fundaram a cidade de Iporã (PR), sede de Município e Comarca, distrito de Nilza e Vila Iverã;
- Gleba Rio Verde-1: fundaram a cidade Ubiratã (PR), sede de Município e Comarca, e o distrito de Yolanda;
- Gleba Rio Verde-2: fundaram a cidade de Formosa do Oeste (PR), sede de Município e Comarca, cidade de Jesuítas, sede de Município e os Distritos de Marajó e Carajá.

### Colonização no norte de Mato Grosso
A partir da década de 1970 houve dois tipos de colonização em Mato Grosso: a colonização oficial (ou dirigida) e a particular, que  foi predominante no território mato-grossense, por opção dos órgãos governamentais incumbidos de promover a ocupação das terras devolutas do Estado – o Instituto Nacional de Colonização e Reforma Agrária (INCRA) e a extinta Companhia de Desenvolvimento do Estado de Mato Grosso (CODEMAT). 
Para solucionar problemas de conflito entre os agricultores e a população indígena no Rio Grande do Sul, o INCRA implantou alguns projetos de colonização oficiais, destacando-se Terra Nova do Norte, Lucas do Rio Verde e Guarantã do Norte. Paralelamente, empresas colonizadoras e cooperativas recebiam do Estado a concessão para a venda dos lotes, ficando obrigadas a montar a infraestrutura básica para o assentamento dos colonos, sendo para isso favorecidas por fundos públicos. A partir de 1972, essas empresas e cooperativas começaram a se instalar no norte do Estado, contando com incentivos e subsídios governamentais. 
Grandes extensões de terras devolutas foram então vendidas a essas organizações, a preços irrisórios, destacando-se os projetos de Canarana, na região do Araguaia; Sinop, na rodovia Cuiabá-Santarém, e Alta Floresta, no vale do Teles Pires. Essas terras foram parceladas em milhares de lotes que foram, em seguida, vendidos a colonos do sul do Brasil. Nessa época, um grande contingente de migrantes vindos do Paraná, Santa Catarina e Rio Grande do Sul (que depois de 1975 sofreram catástrofes ecológicas de enchentes, geadas e secas consecutivas) instalou-se no norte de Mato Grosso, ao longo da BR-163. Muitos deles eram originalmente pequenos proprietários rurais ou posseiros que haviam deixado suas terras no Sul no intuito de se tornarem pequenos proprietários em Mato Grosso. Aqueles que dispunham de um pequeno pecúlio resultante da venda de suas terras preferiram os projetos da empresas privadas de colonização, que ofereciam condições mais favoráveis de instalação, apesar do custo mais elevado das terras, como foi o caso da Gleba Celeste, de propriedade da colonizadora Sinop.
A Gleba Celeste, uma área de 645 mil hectares, na altura do km 500 da BR-163, foi dividida em sítios, fazendas, chácaras. Ali também surgiriam povoados, que depois tornar-se-iam cidades (Vera, Sinop, Santa Carmem e Cláudia), à medida que a gleba era ocupada:
- Gleba Celeste (1ª e 2ª parte):[3] o primeiro ponto de penetração na mata densa da Amazônia foi povoado de Vera (hoje município) e da cidade de Santa Carmem (MT) (também sede de município);
- Gleba Celeste (3ª e 4ª parte): implantação da cidade de Sinop, sede de município e comarca;
- Gleba Celeste (5ª parte): implantação da cidade de Cláudia (MT), também sede de município.

Posteriormente a Sinop Terras viria a transferir sua sede para a cidade de Sinop.